# Lara Croft: Tomb Raider
Lara Croft: Tomb Raider és una pel·lícula d'acció i aventures del 2001 basada en la sèrie de videojocs Tomb Raider que inclou el personatge Lara Croft, interpretat per Angelina Jolie. Una coproducció internacional entre els Estats Units, el Regne Unit, el Japó i Alemanya, va ser dirigida per Simon West i gira al voltant de Lara Croft intentant obtenir artefactes antics en competència amb els Illuminati.
La pel·lícula es va estrenar el 15 de juny de 2001 i va rebre crítiques generalment negatives, tot i que Angelina Jolie va ser elogiada per la seva actuació. Tomb Raider va ser la pel·lícula més taquillera del seu cap de setmana d'estrena. Una seqüela, Lara Croft: Tomb Raider – The Cradle of Life, es va estrenar el 2003.

## Argument
L'aventurera Lara Croft derrota un robot en una tomba egípcia, que es revela com un camp d'entrenament a la casa pairal de la seva família, on viu amb el seu assistent tècnic Bryce i el majordom Hilary. A Venècia, quan comença la primera fase d'una alineació planetària, els Illuminati busquen una clau per reunir les meitats d'un misteriós artefacte, "el Triangle", que s'ha de completar a la fase final, un eclipsi solar. Manfred Powell assegura a la càbala que l'artefacte està gairebé llest, però no té ni idea real de la seva ubicació.
El pare de Lara, Lord Richard Croft, desaparegut des de fa temps i presumptement mort, se li apareix en un somni. La Lara es desperta amb un tic-tac misteriós i troba un rellotge estrany amagat dins de la mansió. De camí per consultar un amic del seu pare, Wilson, Lara es creua amb Alex West, soci nord-americà i company d'aventures. La Lara ensenya a Wilson el rellotge i ell la posa en contacte amb Powell. La Lara ensenya a Powell fotografies del rellotge, que diu no reconèixer.
Aquella nit, comandos armats envaeixen la casa i roben el rellotge, portant-lo a Powell. L'endemà al matí arriba una carta concertada del pare de la Lara, que explica que el rellotge és la clau per recuperar les meitats del Triangle de Llum, un objecte antic amb el poder de controlar el temps. Després que un mal ús del seu poder destruís una ciutat sencera, el Triangle es va separar: una meitat estava amagada en una tomba a Angkor Cambodja, i l'altra a la ciutat en ruïnes situada a l'altiplà d'Ukok, Sibèria. El seu pare li encarrega que trobi i destrueixi ambdues peces abans que els Illuminati puguin explotar el poder del Triangle.

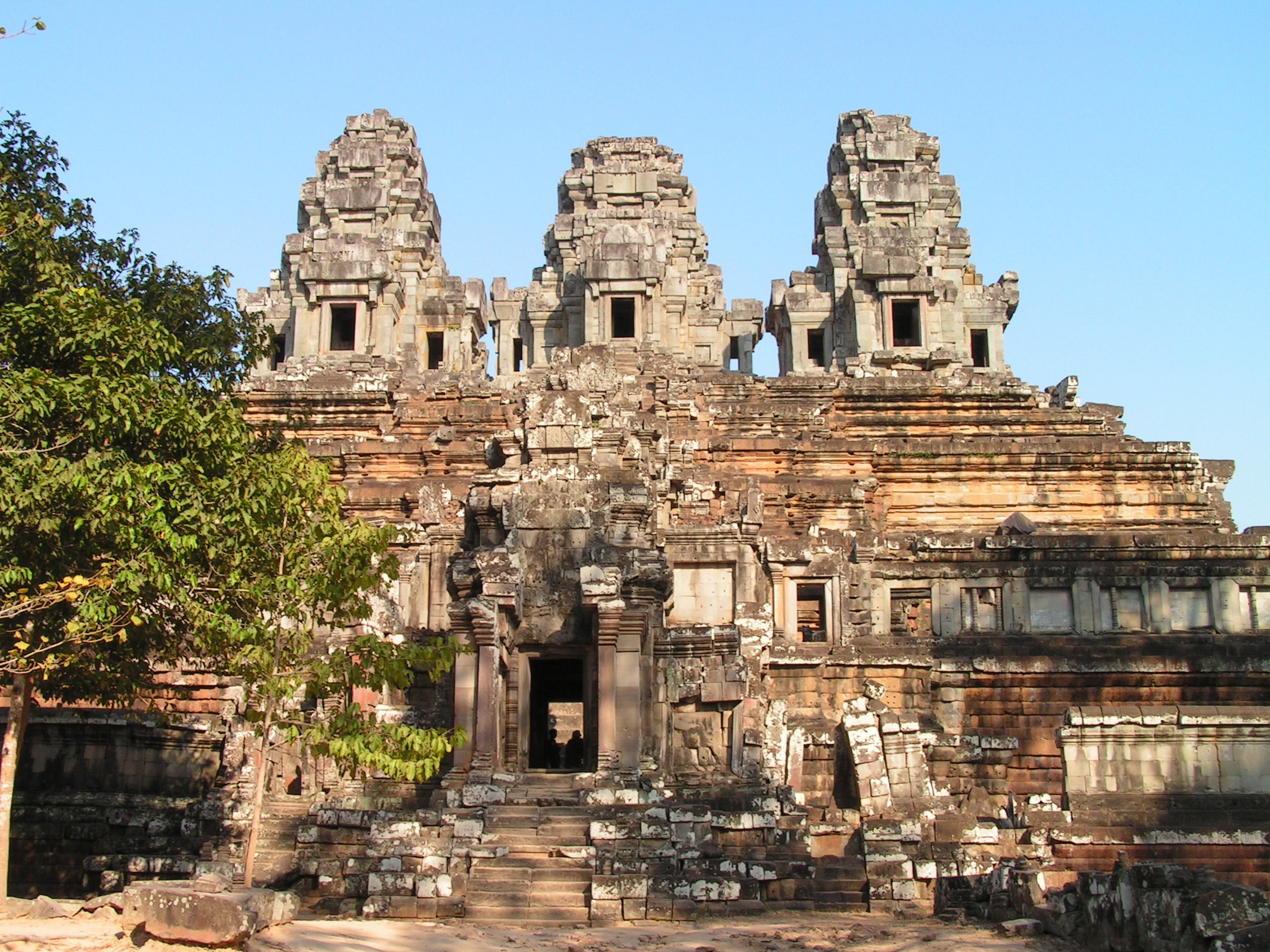
Ta Keo a Angkor.

A Cambodja, Lara troba en Powell, que ha contractat West, i els seus comandos ja al temple. West resol part del trencaclosques del temple, i Powell es prepara per inserir el rellotge en el moment de l'alineació. La Lara, adonant-se que s'equivoquen, troba el forat correcte; quan queden només uns segons, Lara convenç a Powell perquè li tiri el rellotge. Ella desbloqueja la primera peça del Triangle, i les estàtues del temple cobren vida i ataquen als intrusos. West, Powell i els seus homes restants fugen amb el rellotge, deixant que Lara derroti una enorme estàtua guardià de sis braços. Ella s'escapa amb la primera peça; recuperant-se en un monestir budista, organitza una reunió amb Powell.
A Venècia, Powell proposa una associació per trobar el Triangle, i informa a Lara que el seu pare era membre dels Illuminati, i s'ofereix a utilitzar el poder del Triangle per ressuscitar-lo; encara que reticent, accepta unir forces. La Lara i la Bryce viatgen amb Powell, West i el líder dels Illuminati a Sibèria. Entrant a la tomba, descobreixen un planetari mecànic gegant, que s'activa quan l'alineació s'acosta a la seva finalització. Lara recupera la segona meitat del Triangle, i Powell mata el líder dels Illuminati per restaurar el mateix Triangle, però les meitats no es fusionaran. En adonar-se que Lara sap la solució, Powell mata West per persuadir-la de completar el Triangle per restaurar la vida de West i el seu pare. Lara compleix, però es queda amb el Triangle.
En un "creuament" del temps, la Lara s'enfronta a la memòria del seu pare, que la insta a destruir definitivament el Triangle en lloc de salvar-li la vida. Tornant a la tomba, Lara manipula el temps per salvar West i apunyalar Powell, i destrueix el Triangle. La tomba comença a col·lapsar-se i tots fugen menys el ferit Powell, que revela a Lara que va assassinar el seu pare. Després d'una baralla cos a cos, mata Powell, recuperant el rellotge de butxaca del seu pare i escapa de la tomba.
De tornada a la seva mansió, Lara visita el memorial del seu pare i descobreix que en Bryce ha reprogramat el robot, i Hilary li presenta les seves pistoles, que agafa amb un somriure.

## Repartiment
- Angelina Jolie - Lara Croft
- Iain Glen - Manfred Powell
- Jon Voight - Lord Richard Croft
- Daniel Craig - Alex West
- Noah Taylor - Bryce
- Richard Johnson - Cavaller distingit
- Chris Barrie - Hillary
- Julian Rhind-Tutt - Mr. Pimms
- Leslie Phillips - Wilson
- Henry Wyndham - Boothby's Auctioneer
- Olegar Fedoro - Comandant rus

## Producció

### Desenvolupament
Tomb Raider va passar per molts esborranys i diversos guionistes, cosa que va provocar retards en la producció. El 1998, l'escriptor Brent V. Friedman, que l'any anterior havia coescrit Mortal Kombat: Annihilation, va escriure un guió de Tomb Raider sense produir. El productor i guionista Steven E. de Souza, que va escriure i va dirigir la pel·lícula de videojocs de 1994 Street Fighter, l'última batalla, va escriure un primer esborrany de Tomb Raider  el 1999, però va ser rebutjat per Paramount. L'esborrany final del guió es va atribuir a cinc guionistes, inclòs el director Simon West. West va tornar als escriptors originals després de substituir Stephen Herek com a director.

### Finançament
Lara Croft va ser finançada a través del Tele München Gruppe (TMG), una protecció fiscal alemanya. La llei fiscal d'Alemanya permetia als inversors prendre una deducció fiscal instantània fins i tot en produccions no alemanyes i fins i tot si la pel·lícula no ha entrat en producció. En vendre els drets d'autor per 94 milions de dòlars i després tornar-los a comprar per 83,8 milions de dòlars, Paramount Pictures va guanyar 10,2 milions de dòlars. Aleshores, els drets d'autor es van tornar a vendre a Lombard Bank, un grup d'inversió britànic i es van guanyar 12 milions de dòlars més. Tanmateix, per beneficiar-se de la desgravació fiscal de la Secció 48, la producció ha d'incloure alguns films del Regne Unit i actors britànics, cosa que era acceptable per a una pel·lícula ambientada parcialment al Regne Unit. La prevenda a distribuïdors al Japó, Gran Bretanya, França, Alemanya, Itàlia i Espanya va suposar 65 milions de dòlars més. Showtime va pagar 6,8 milions de dòlars pels drets de televisió per cable premium. En total, es van reunir 94 milions de dòlars.

### Càsting
L'anunci de la pel·lícula va generar una discussió important sobre qui seria elegida per interpretar a Lara Croft. Es rumorejava que nombroses actrius (i no actrius) estaven a la llista preseleccionada per interpretar-la i molts altres van declarar el seu interès en el paper, principalment Jennifer Love Hewitt, Famke Janssen, Jennifer Lopez, Rhona Mitra, Elizabeth Hurley, Ashley Judd, Sandra Bullock, Catherine Zeta-Jones, Diane Lane, Demi Moore i Denise Richards, i molts consideren que aquesta última era la favorita per guanyar el paper.
El càsting de Jolie va ser controvertit entre molts fans de la sèrie Tomb Raider, que van sentir que no era prou adequada físicament per interpretar l'heroïna de pit gros; d'altres es van queixar de la contractació d'una actriu nord-americana per interpretar un personatge britànic; d'altres van citar els tatuatges de Jolie i la controvertida vida personal ben divulgada. El director Simon West va rebutjar aquestes preocupacions i va dir, en referència a la inclinació de Jolie pel joc sexual amb ganivets, "sempre va ser Angelina. Vull dir, Lara dorm amb ganivets i no agafa la merda de ningú. Això és [Angelina] fins a una samarreta." Jolie portava un sostenidor encoixinat per augmentar la mida del seu bust quan interpretava a Lara. Tal com va explicar a NY Rock el juny de 2001: "Va, per començar no tinc el pit tan pla. Quan porto una samarreta ajustada, em veig d'una certa manera. Així que no era com si haguéssim de canviar-me completament. Saps, només havíem de millorar-me una mica. Sóc un 36C. La Lara, és una 36D. I al joc, és una doble D, així que la vam treure una mica. Però li vam donar una mica de farciment allà. Per mi, era simplement una talla. Així que era com tenir un sostenidor encoixinat. Però no, de totes maneres no tinc el pit pla. Així que encara el vam fer Lara Croft, però no ho vam fer. No vaig a cap extrem. I la Lara no es disculpa per ella mateixa, i per tenir aquesta forma reconeixible, ja ho saps. Així que tampoc demano disculpes per ella."
La pel·lícula va marcar el debut al llargmetratge de l'actor de televisió Chris Barrie, conegut pel seu paper d'Arnold Rimmer a la sèrie de comèdia de ciència-ficció de la BBC Red Dwarf. L'actor anglès Daniel Craig adopta un accent americà per al paper d'Alex West mentre que la Jolie, com a americana ella mateixa, adopta un accent anglès. Jon Voight, pare d'Angelina Jolie, interpreta Richard Croft, pare de Lara a la pel·lícula.

### Rodatge
La fotografia principal de Lara Croft: Tomb Raider va tenir lloc del 30 de juliol al 30 de novembre de 2000. Parts de la pel·lícula es van rodar al temple Ta Prohm, situat a Angkor, Província de Siem Reap, Cambodja. La pel·lícula va ser la primera gran pel·lícula que es va rodar a Cambodja des de Lord Jim el 1964, després de l'ocupació del país pel règim dels Khmers rojos. A més del rodatge in situ, la majoria de la producció de la pel·lícula també va tenir lloc el 007 Stage als Estudis Pinewood. Hatfield House a Hertfordshire es va utilitzar com a casa de Croft a la pel·lícula.

## Estrena

### Mitjans domèstics
Lara Croft: Tomb Raider es va publicar en DVD i VHS el 13 de novembre de 2001; va seguir un llançament de Blu-ray el 3 de juny de 2008. Va seguir un llançament de Blu-ray 4K UHD el 27 de febrer de 2018.
A les llistes nord-americanes de lloguer de vídeo, la pel·lícula va recaptar 38,5 milions de dòlars dels Estats Units en ingressos per lloguer de DVD, el desembre de 2001. Al Regne Unit, va ser vist per 7 milions d'espectadors a la televisió el 2004, la qual cosa la va convertir en la sisena pel·lícula més vista de l'any (i la tercera pel·lícula britànica més vista) a la televisió.

## Recepció

### Taquilla
Tomb Raider va ser un èxit de taquilla. La pel·lícula va debutar al número u amb 48,2 milions de dòlars, per davant de Atlantis: The Lost Empire i Shrek, donant a Paramount el seu segon millor debut després de Missió: Impossible II i el cinquè debut més alt de 2001. A més, va tenir el quart cap de setmana més gran d'estrena de juny, darrere de Jurassic Park, Austin Powers: The Spy Who Shagged Me i Batman Forever. Va batre el rècord d'obertura d'una pel·lícula amb una protagonista femenina (42,3 milions de dòlars per a Scary Movie), així com el rècord d'obertura d'una adaptació de videojoc (31 milions de dòlars per Pokémon: The First Movie), i és una de les adaptacions cinematogràfiques de videojocs més taquillera. La pel·lícula ha recaptat un total de 274 $ ,703.340 a tot el món.

### Resposta crítica
A l'agregador de ressenyes Rotten Tomatoes, Lara Croft: Tomb Raider va obtenir crítiques positives del 20 % de 163 crítics, amb una valoració mitjana de 4/10. El consens del lloc és "Angelina Jolie és perfecta per al paper de Lara Croft, però fins i tot ella no pot salvar la pel·lícula d'una trama sense sentit i seqüències d'acció sense impacte emocional". A Metacritic té una puntuació mitjana ponderada de 33 sobre 100 basada en les ressenyes de 31 crítics, que indica "crítiques generalment desfavorables". Els públics enquestats per CinemaScore van donar a la pel·lícula una nota B en una escala d'A a F.
IGN va donar a la pel·lícula la puntuació més baixa, un 0,0 ("Desastre"), condemnant-ho tot, des de les interpretacions dels personatges fins al final.
Todd McCarthy de Variety va dir: "[la pel·lícula] té la distinció de ser una pel·lícula important que és molt menys imaginativa i una mica més estúpida que el joc interactiu en què es basa.". McCarthy lloa Jolie, però diu que "tota la resta d'aquesta producció frenètica és plana i poc emocionant." Una crítica positiva va venir de Roger Ebert, que va atorgar la pel·lícula tres estrelles de cada quatre i va dir: "'Lara Croft Tomb Raider' eleva la tonteria a una forma d'art. Aquí hi ha una pel·lícula tan monumentalment ximple, però tan meravellosa de mirar, que només un ximple podria trobar errors."

### Nominacions
La pel·lícula va ser nominada a dos MTV Movie Awards, aquests premis incloïen: Millor interpretació femenina i Millor escena de lluita, però la pel·lícula va perdre davant Moulin Rouge! i Rush Hour 2 respectivament. La pel·lícula també va ser nominada al Teen Choice Award for Choice Movie - Drama. Angelina Jolie fou nominada al Premi Golden Raspberry a la pitjor actriu, però va perdre davant Mariah Carey a Glitter.